# Ahmed Kalej Nkand
Ahmed Kalej Nkand, né en 1960 à Likasi (République démocratique du Congo), est un homme d’affaires congolais, chef d’entreprise et ancien haut cadre de la Banque centrale du Congo.

## Biographie

### Débuts
Kalej Nkand est originaire de la province du Katanga. Après des études primaires et secondaires au Katanga et de Kinshasa, il obtient une licence en sciences économiques, option gestion financière de l’université de Kinshasa en 1987.[réf. nécessaire]
Il effectue des stages professionnels, notamment à la Société nationale des chemins de fer du Zaïre (SNCZ) avant de travailler pour la Banque nationale suisse pour une formation sur l’adjudication des bons de trésor. En 1995, il est reçu à la Banque de France où il travaille sur le marché secondaire des titres publics.
En 1998, il entre à l’Institut du Fonds monétaire international (FMI) pour une formation sur la programmation et la politique financière à Washington.

### Carrière
Kalej Nkand est d’abord conseiller chargé du plan au cabinet du gouverneur de la province du Katanga, avant de diriger la direction provinciale de la banque centrale du Congo à Lubumbashi puis la trésorerie de la banque centrale du Congo.
Il a effectué une partie de sa carrière professionnelle dans les télécoms et les banques avant de travailler dans le secteur minier. Arrivé à la tête du géant minier congolais, la Gécamines en novembre 2010 au bénéfice de la réforme des entreprises publiques transformées en sociétés commerciales, il élabore un plan stratégique de développement (2012-2016) : son ambition est de refaire de la Gécamines un opérateur minier d’envergure mondiale.
Il a commencé sa carrière professionnelle dans les télécommunications où il a dirigé la division financière de l’Office national des postes et télécommunications du Zaïre (ONPTZ), principal opérateur public en République démocratique du Congo. Il a participé au projet de réhabilitation de cette entreprise avec l’ingénieur conseil de la Deutsche Telepost Consulting (DETECON).[réf. nécessaire]
Kalej Nkand a également siégé pendant plusieurs années au conseil d’administration de Sicomines et de KCC et est intervenu dans les forums internationaux sur les mines en Afrique et dans les autres continents.
En 2014, il est suspecté de surfacturation, et révoqué de ses fonctions de directeur de Gécamines par le président Joseph Kabila pour faute grave,, avant d’être acquitté en octobre 2016.